# Anameleque
Na demonologia, Anameleque é uma deusa que era adorada juntamente com Adrameleque. Assumia a forma de uma codorna. Citada como fêmea e Adrameleque como macho podem ser também um possível casal de deuses. Era considerada regente da lua (ou deusa-lua). Foi considerada demônio assim como outros deuses pagãos.